# Emanuel Rádl
Emanuel Rádl (ur. 21 grudnia 1873 w Pyšelych, zm. 12 maja 1942 w Pradze) – czeski filozof i przyrodnik.
Był profesorem filozofii na Wydziale Nauk Przyrodniczych Uniwersytetu Karola w Pradze. Jego dorobek obejmuje prace z zakresu filozofii i przyrodoznawstwa.

## Odznaczenia
W 1992 roku został pośmiertnie odznaczony Orderem Tomáša Garrigue Masaryka II klasy.

## Twórczość
- O morfologickém významu dvojitých očí u členovců (1901)
- Nová pozorování o fototropismu zvířat (cz. 1902, niem. 1903)
- Dějiny vývojových teorií v biologii 19. století (niem. 1905 a 1909, wyd. 2. 1913; cz. 1909 i 2006)
- Masaryk a Nietzsche (1910)
- Nová nauka o ústředním nervstvu (1911, niem. 1912)
- Úvahy vědecké a filosofické (1914)
- Romantická věda (1918)
- T. G. Masaryk, první president (1919)
- Masarykův ideál moderního hrdiny (1920)
- O naší nynější filosofii (1922)
- Moderní pověra a tak zvané okultní vědy (1923)
- Západ a Východ. Filosofické úvahy z cest (1925)
- O smysl našich dějin (1925)
- Křesťanství po válce ve světě a u nás (1925)
- Moderní věda. Její podstata, methody, výsledky (1926)
- Válka Čechů s Němci (1928)
- Dějiny filosofie I. (starověk a středověk) a II. (novověk) (1932, 1933)
- Dnešní stav filosofie a psychologie (1933)
- O německé revoluci (1933)
- K politické ideologii sudetských Němců (1935)
- Věda a víra u Komenského (1939)
- Útěcha z filosofie (1946)

Rádl był również pierwszym redaktorem naczelnym czeskiej encyklopedii Masarykův slovník naučný.